# Didier Kahn
Didier Kahn (* 1960) ist ein französischer Wissenschaftshistoriker, der sich  speziell mit der frühen Chemie, Alchemie und Pharmazie der Paracelsus-Nachfolge befasst.
Kahn wurde 1998 an der Universität Paris IV promoviert und forscht für das CNRS.
Kahn lieferte mit seiner Dissertation (Thèse de Doctorat) von 1998 (gekürzt und bearbeitet veröffentlicht 2007) eine maßgebliche Studie der Verbreitung der Paracelsus-Anhänger (Iatrochemie) im Frankreich der frühen Neuzeit. Begleitet wurde dies durch einen sich ab 1567 bis ins 17. Jahrhundert erstreckenden Streit der Pariser Medizinischen Fakultät (Anhänger der klassischen medizinischen Lehre von Galen) gegen die Paracelsianer. Prominente Paracelsianer waren in Frankreich Joseph Duchesne (Quercetanus) und Théodore Turquet de Mayerne, die beide von der Pariser Fakultät verurteilt wurden. Kahn klärte dabei auch die Rosenkreuzer-Affäre in Paris 1623/24 als Scherz von Étienne Chaume und seiner jugendlichen Freunde: sie plakatierten in Paris Anzeigen einer Bruderschaft R.C., die ihren Anhängern magische Kräfte verleihen sollte, was damals hohes Aufsehen erregte und zu einer Gefahr für die Verursacher wurde (Chaume musste fliehen).
Er forschte auch über den Mythos von Nicolas Flamel als Alchemist.

## Schriften
- Alchimie et Paracelsisme en France à la fin de la Renaissance (1567-1625). Librairie Droz, 2007 (Dissertation)[2]
- Beiträge in Claus Priesner, Karin Figala: Alchemie. Lexikon einer hermetischen Wissenschaft, Beck 1998
- Herausgeber mit Sylvain Matton: Alchimie, art, histoire et mythes: actes du 1er Colloque international de la Société d'étude de l'histoire de l'alchimie, Paris, Collège de France, 14-16 mars 1991, Paris, Mailand, Textes et Travaux de Chrysopeia 1, 1995
- Herausgeber mit  Miguel Lopez Perez, Mar Rey Bueno:  Chymia : science and nature in medieval and early modern Europe, Newcastle-upon-Tyne, Cambridge Scholars 2010